# Simja De Torres
Simja De Torres, född 1677, död 1746, var en amerikansk-judisk köpman.
Hon var dotter till Moses de Silva och gift med den judiska köpmannen Joseph De Torres, som avled 1724 på Jamaica. Hon bosatte sig sedan i New York. Hon övertog sin makes affärsverksamhet. Hon var verksam som slavhandlare. 